# Синдром
Синдро́м (др.-греч. συνδρομή «стечение, скопление»; от συν- «с-, со» + δρόμος «бег, движение») — совокупность симптомов с общей этиологией и единым патогенезом.
В широком смысле синдром представляет собой комплекс органически связанных между собой признаков, объединённых единым механизмом возникновения и развития рассматриваемого явления, не обязательно связанного с патологией (заболеванием).

## Исторические замечания
Авиценна в «Каноне медицины» (изд. 1025) впервые предложил идею синдрома в диагностике конкретных заболеваний. Концепция медицинского синдрома получила дальнейшее развитие в XVII веке Томасом Сиденхамом.

## Использование в медицине
В медицине и клинической (медицинской) психологии совокупность симптомов, объединённых единым патогенезом, называется синдромом; иногда
этим термином обозначают самостоятельные нозологические единицы или стадии (формы) какой-либо болезни. Многие синдромы называются именами учёных, впервые их описавших: синдром Дауна, синдром Туретта и так далее.
Характерной чертой синдрома является то, что он может быть следствием влияния на организм разных патогенных причин. Организм часто однозначно реагирует на различные «вредности», отвечает ограниченным числом общих типовых реакций (например, воспалением).
Один и тот же синдром может наблюдаться при разных заболеваниях; и вместе с тем одно и то же
заболевание (в разных стадиях и клинических формах) может проявляться различными синдромами. Таким образом, разница между болезнью и синдромом соответствует различию между сущностью и явлением. Синдромы проявляются и изменяются в зависимости от развития и стадии болезни, они могут возникать под влиянием различных причин и в первую очередь отражать особенности реакции организма. После установления синдрома врач должен определить причину и условия возникновения наблюдаемых функциональных и органических нарушений в организме больного.
Различают простые и сложные, или большие, синдромы. Большой синдром представляет сочетание симптомов, патогенетически связанных между собой и охватывающих весь организм. Например, при диффузных заболеваниях почек различают большие синдромы — азотемический, хлоруремический и гипертензивный.
Различают два вида синдромов — анатомические и функциональные.
Сочетания физических симптомов или признаков, которые соответствуют структурным изменениям органов, называют анатомическим синдромом.
Например, притупление перкуторного звука в области лёгкого, бронхиальное дыхание, усиление голосового дрожания, бронхофонии составляют анатомический синдром инфильтрации лёгочной ткани.
Сочетание функциональных симптомов даёт физиологический, или функциональный, синдром.
Например, уменьшение щелочного резерва крови, увеличение содержания аммиака в моче, снижение парциального напряжения углекислого газа (PaCO2) в альвеолярном воздухе составляет функциональный синдром негазового ацидоза.
При обнаружении синдромов переходят от констатации симптомов к установлению более глубоких связей и причинных зависимостей между ними у данного больного. На основании отдельных симптомов и синдромов врач делает первый вывод об анатомическом и функциональном состоянии органов. Переходя от симптомов к синдрому, врач отбирает одни диагностические предположения и исключает другие.
На профессиональном медицинском языке, синдром касается только набора обнаруженных характеристик. Специфическая болезнь, условие, или непорядок, возможно, идентифицируется как основная причина. Как только физическая причина была идентифицирована, слово «синдром» иногда остаётся в имени болезни.

## Использование в психологии
В общей психологии, психологии личности, психологии труда, социальной психологии (и социологии) понятие синдрома используется ещё в более широком смысле — для характеристики совокупности психических свойств и их проявлений, сочетаний их определённых признаков. Л. С. Выготский выдвинул идею, согласно которой в психологии, как и в медицине, для описания особенностей психики ребёнка следует использовать не перечень отдельных показателей (симптомов), а более крупную единицу — синдром. Понятие «личностные синдромы» использует А. Маслоу при изучении самоуважения и защищённости личности. Э. Фромм пишет о «синдроме роста». Т. Адорно использует понятие синдрома для описания типов личности, в частности, авторитарная личность. А. Л. Венгер использует понятие синдрома при анализе неблагоприятных вариантов психического развития ребёнка, эмоционального выгорания в профессиональной деятельности; он же предложил общую схему взаимосвязей между симптомами, которая обеспечивает устойчивость синдрома и направление его изменения. Понятие «стокго́льмский синдром» вышло за пределы употребления в психологии и получило широкую известность.
В психологии труда синдромный подход используется при изучении индивидуального профессионализма. Профессионализм человека при этом рассматривается не как совокупность признаков (симптомов), а как более сложную единицу — симптомокомплекс, или синдром, объединяющие эти взаимосвязанные признаки.
Преимущество синдромного подхода (по сравнению со «симптоматическим») здесь определяется тем же, что и в медицине: возможностью формулировать «диагноз» (становление профессионализма, а также развитие его профессиональных деформаций) в терминах, задающих направленность психологической коррекции.
За недавние десятилетия[уточнить] термин был использован и за пределами медицины, для описания схожих явлений.

### Теория диагноза
- Диагноз
- Медицинский алгоритм
- Медицинская диагностика
- Пропедевтика
- Психодиагностика
- Симптом
- Психопатологический синдром
- Неврологические синдромы